# 宏利金融中心

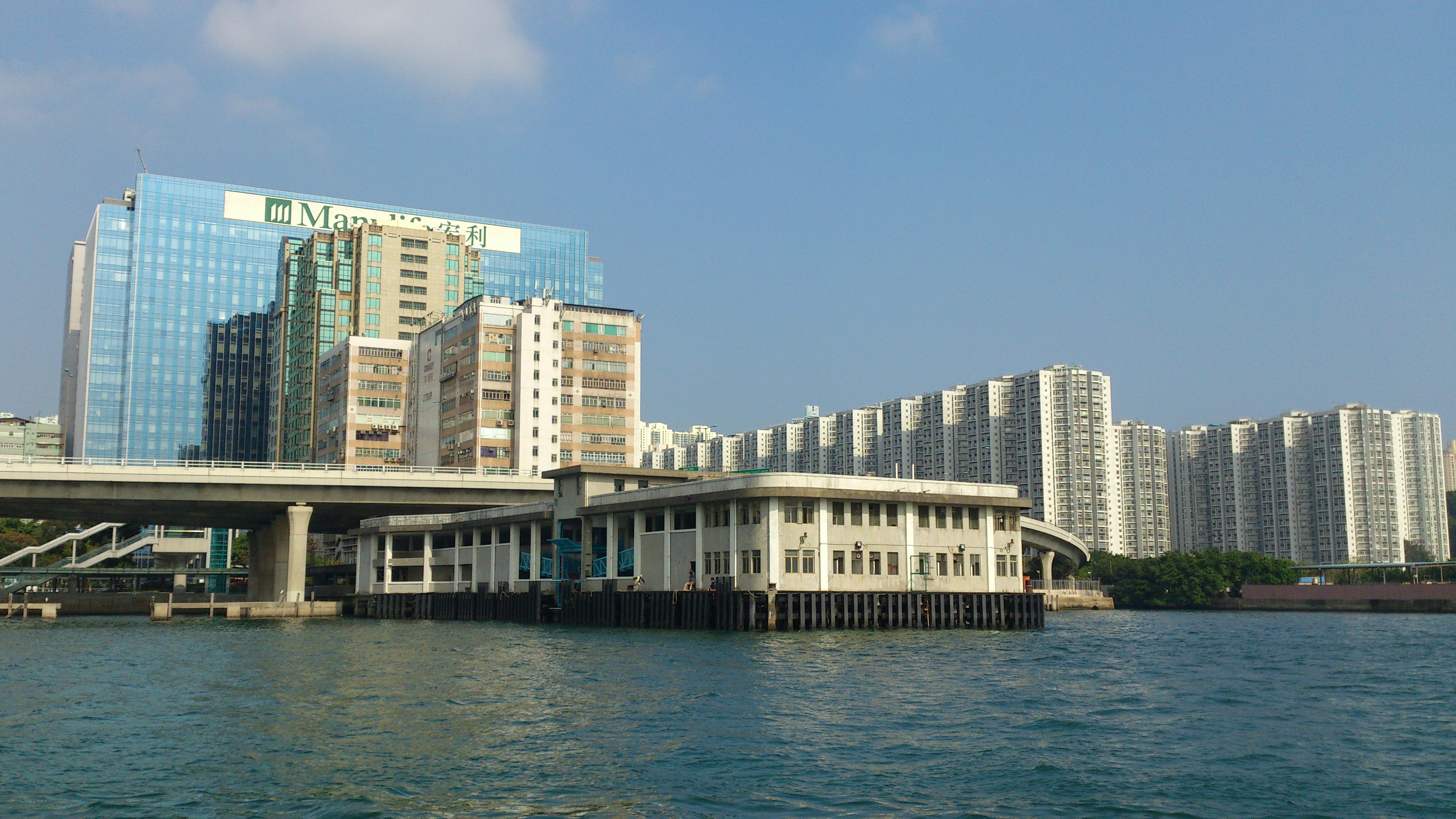
觀塘碼頭望向宏利金融中心

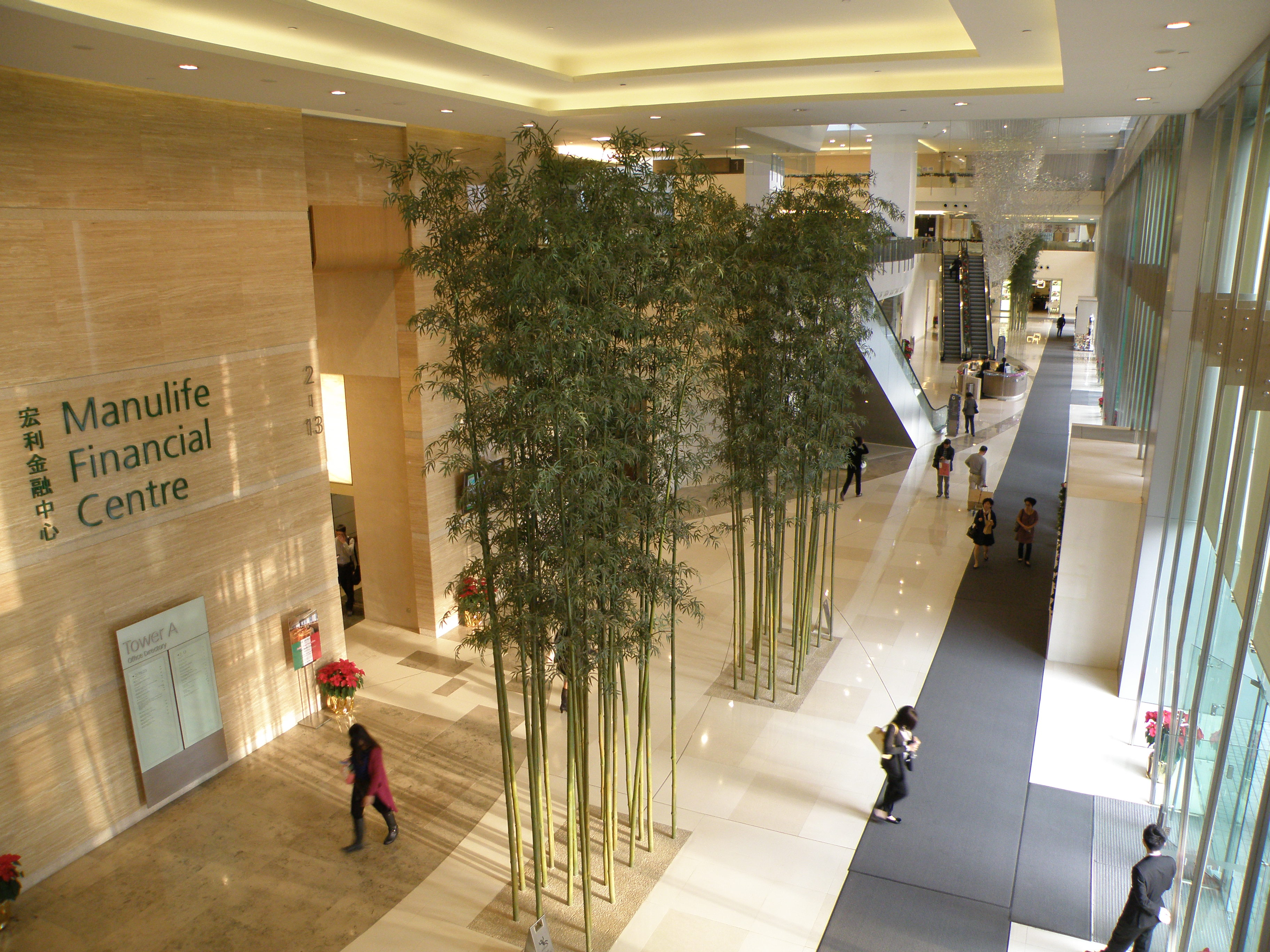
俯瞰地下大堂

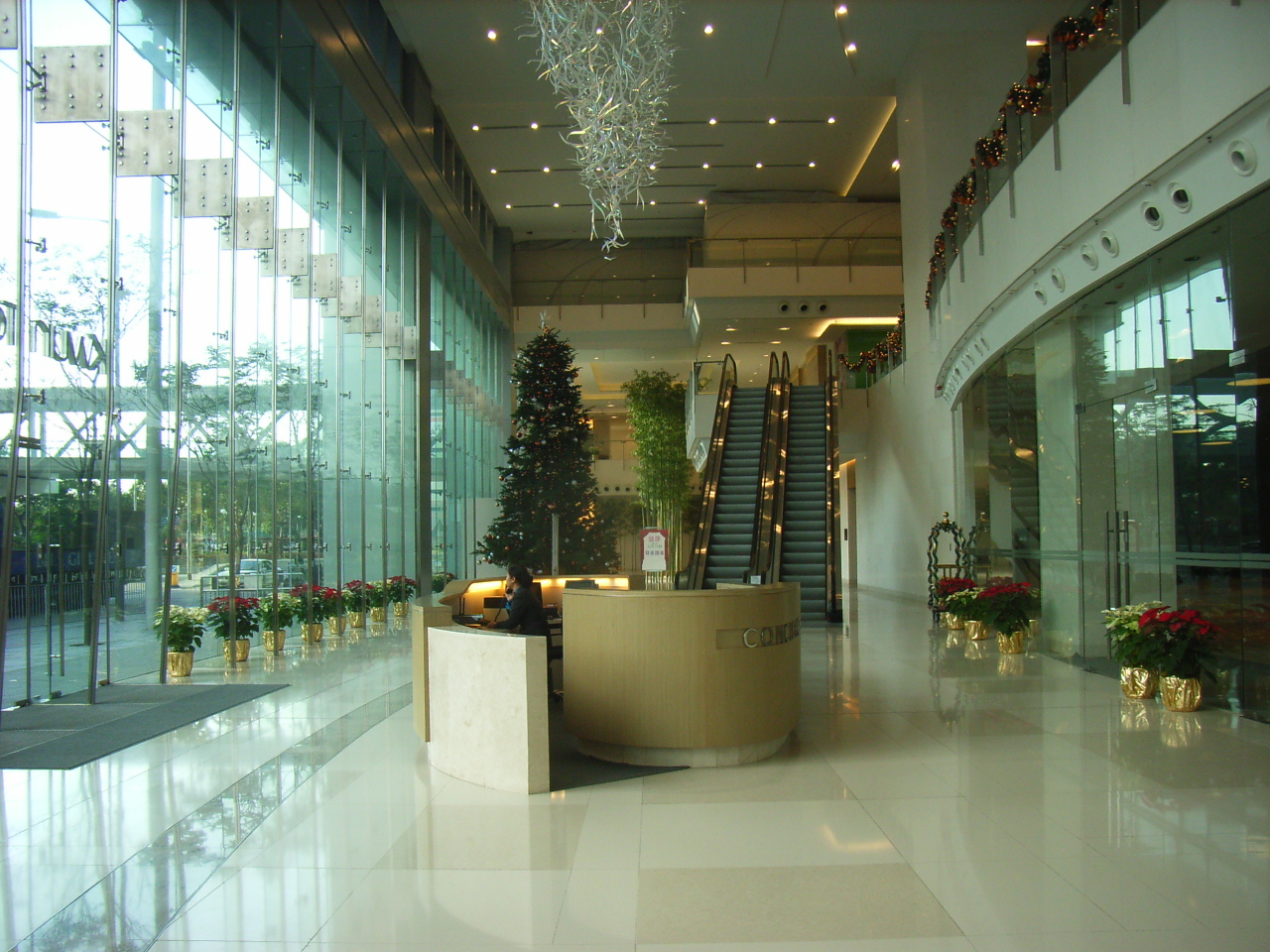
地下大堂

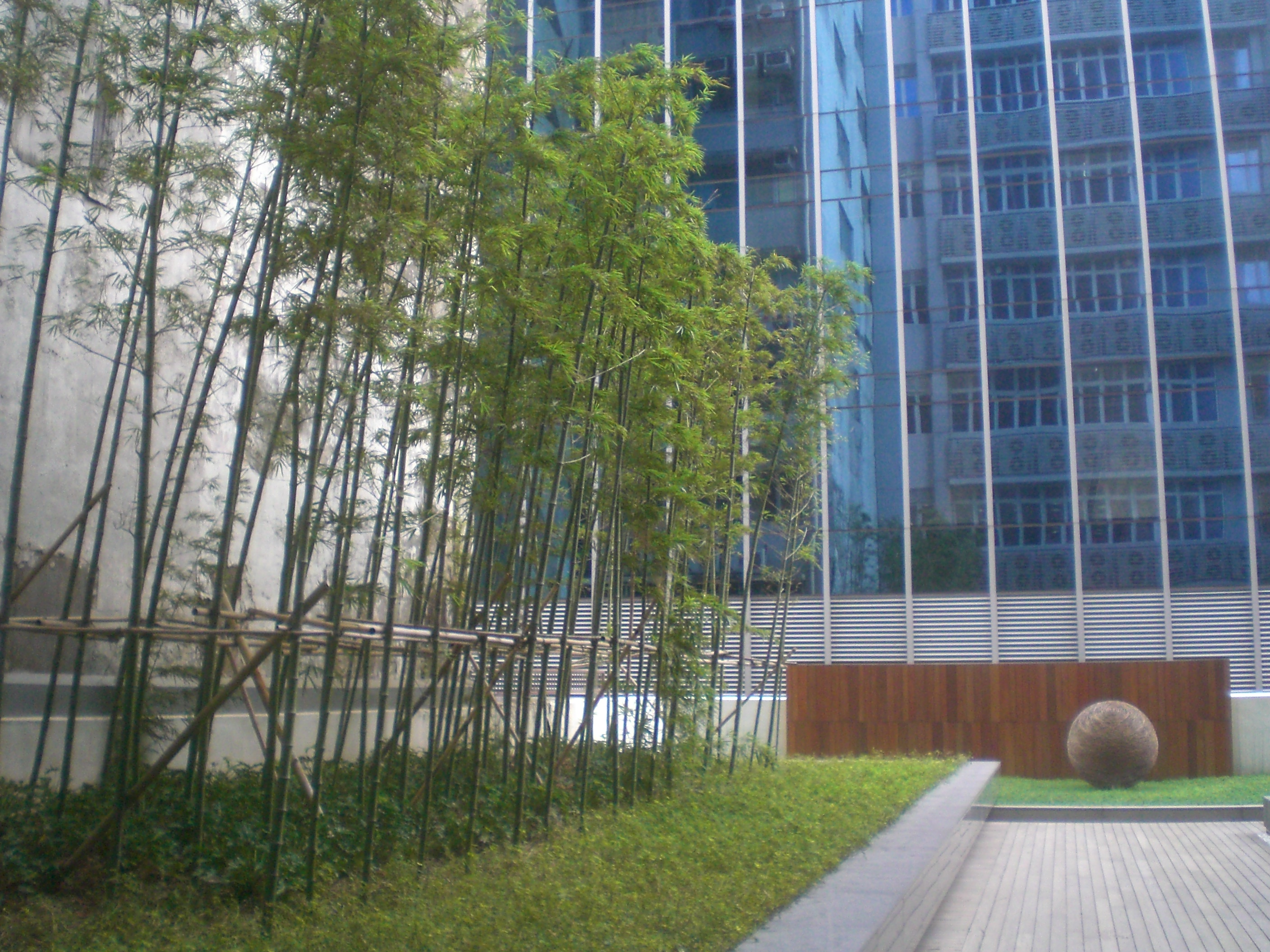
平台花園

宏利金融中心（英語：Manulife Financial Centre）位於香港九龍觀塘偉業街223號的寫字樓及商場項目，於2008年4月落成。物業前稱觀塘223（英語：Kwun Tong 223），發展商為恆基兆業地產及新鴻基地產，物業原址為牛奶公司冰廠及水泥廠。2009年，宏利租用觀塘223共八層樓面，並擁有物業命名權，該物業由2009年12月1日起改稱「宏利金融中心」。樓宇設計及建造榮獲香港環保建築協會評定為最高級別之白金級別。位於3樓的The Domain為租戶提供休閒、餐飲及會議設施，更設有閱讀室及健身室。

## 物業資料
- 樓層底高，大約約2.7至3.1米[5]
- 180度海景
- 862,000平方呎休閒、餐飲及會議設施，命名為The Domain（前稱Domain 223，與位於油塘的大本型無關），於2009年7月6日啟用；並於2015年4月1日起關閉。
- 租戶專用健身室
- 50,000平方呎大型展覽及會議場地
- 小型商場
  - 龍玥海鮮酒家
  - 囍筷自家菜（已結業）
  - 越棧越式湯粉專門店（已結業）
  - Master Room
  - NUTTEA
  - Cling Juicery
  - Express Bar by Lassana
  - 太平洋咖啡
  - Pret A Manger
  - Kitchen Bros
  - 心事如塵茶食亭（已停業）
  - Gourmet Juices & Sandwiches
  - 原味家作
  - 華御結
  - Aspirations
  - 好叉好味
  - 康年餐廳（已結業）
  - 入境事務處人事登記處—觀塘辦事處（已於2024年6月11日遷往將軍澳入境事務處總部並重新命名為人事登記處—將軍澳辦事處）
  - 快圖美（已關閉）
  - La Trattoria di Parma（已關閉）
- 2層停車場：設有超過400個車位
- 穿梭巴士站及的士站
- 行人天橋連接1樓商場及觀塘碼頭

## 主要租戶
- 世界第三大貨運班輪公司法國達飛海運集團（CMA CGM）的香港辦事處（包括附屬公司Delmas及ANL）於2008年12月27日遷入B座17至18樓。
- 黛麗斯國際的總部及香港辦事處於2009年7月6日遷入A座15樓。[6]
- 美國石油公司雪佛龍（Chevron）的香港辦事處於2009年3月遷往B座15樓。[7]
- 2009年7月6日，宏利宣佈租用觀塘223共8層樓面，成為觀塘223的最大租戶。宏利遷入觀塘223後，將擁有物業命名權，觀塘223成為宏利在香港第4幢以其商號命名的物業。[8]其後宏利增租額外13萬平方呎樓面，承租總面積增至44萬平方呎，而大廈亦正式命名為「宏利金融中心」。[9][10]
- 全球四大會計師事務所之一的羅兵咸永道會計師事務所於2011年9月承租宏利金融中心23樓全層樓面，面積約3.3萬平方呎，呎租約25元為該廈新高。連同原先該會計師樓已租用的大批樓面，合共已達19萬平方呎。除部份用作後勤部門外，部分將作集團前線部門。
- 2011年7月18日，利基控股已遷至B座6樓[11]。
- 2014年4月22日，原位於海濱道九倉電訊廣場的入境事務處人事登記處觀塘辦事處，遷往宏利金融中心商場2樓3號舖位[12]。
- 2014年下半年，原位於灣仔皇后大道東269號呂祺教育服務中心的教育局學位分配組，遷往宏利金融中心商場2樓2室及A座8樓804B至807A室[13][14]。
- 2016年5月30日，西門子公司以每月約173萬元租金，即平均呎租約28元租用B座9及10樓全層（而辦事處通信地址為10樓）作香港辦事處，面積達6.2萬平方呎。
- 2017年9月4日，英之傑汽車集團由銅鑼灣威菲路道16至18號萬國寶通中心遷往B座11樓。

## 圖片集

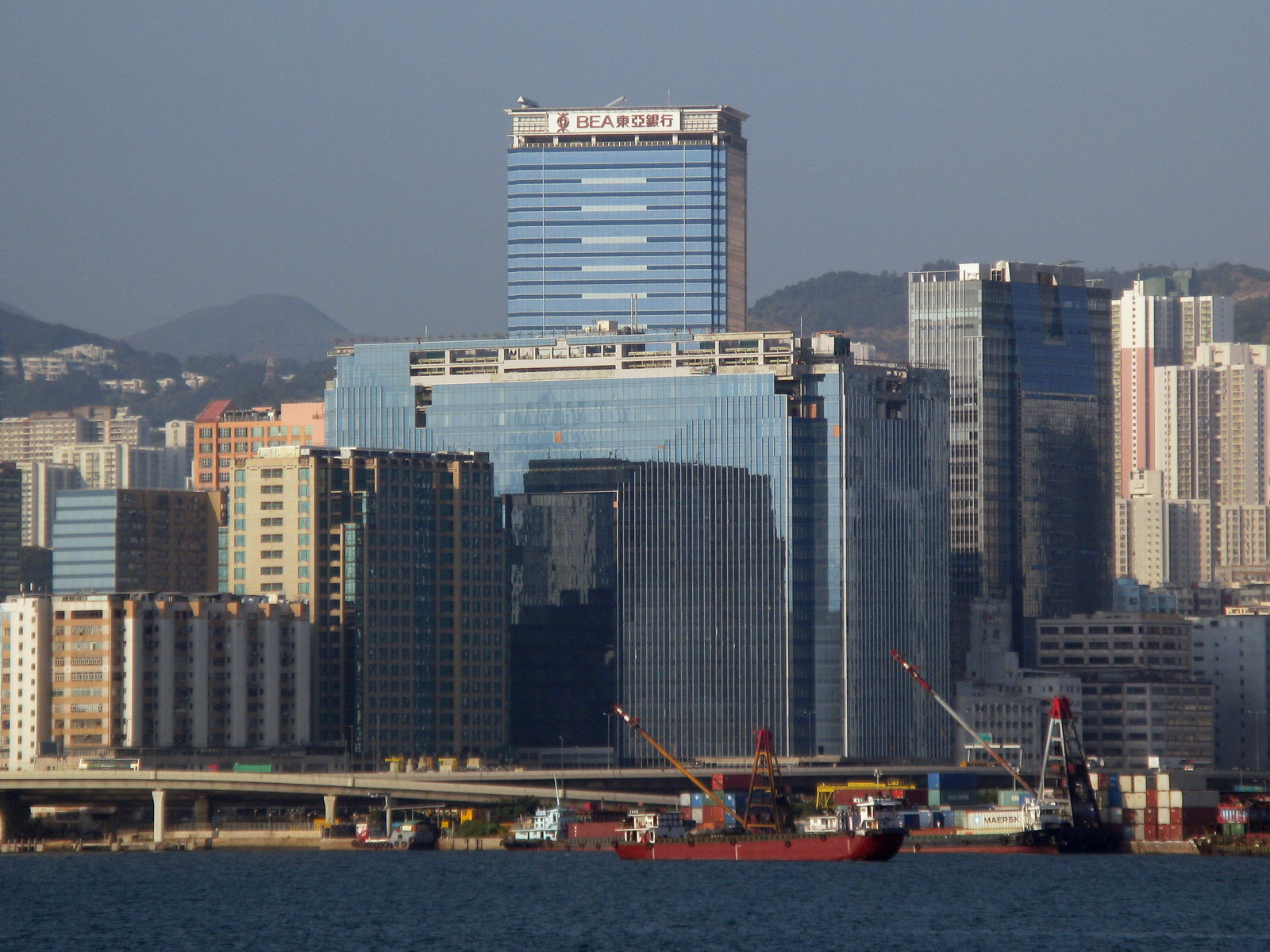
建築中的觀塘223（2007年11月）
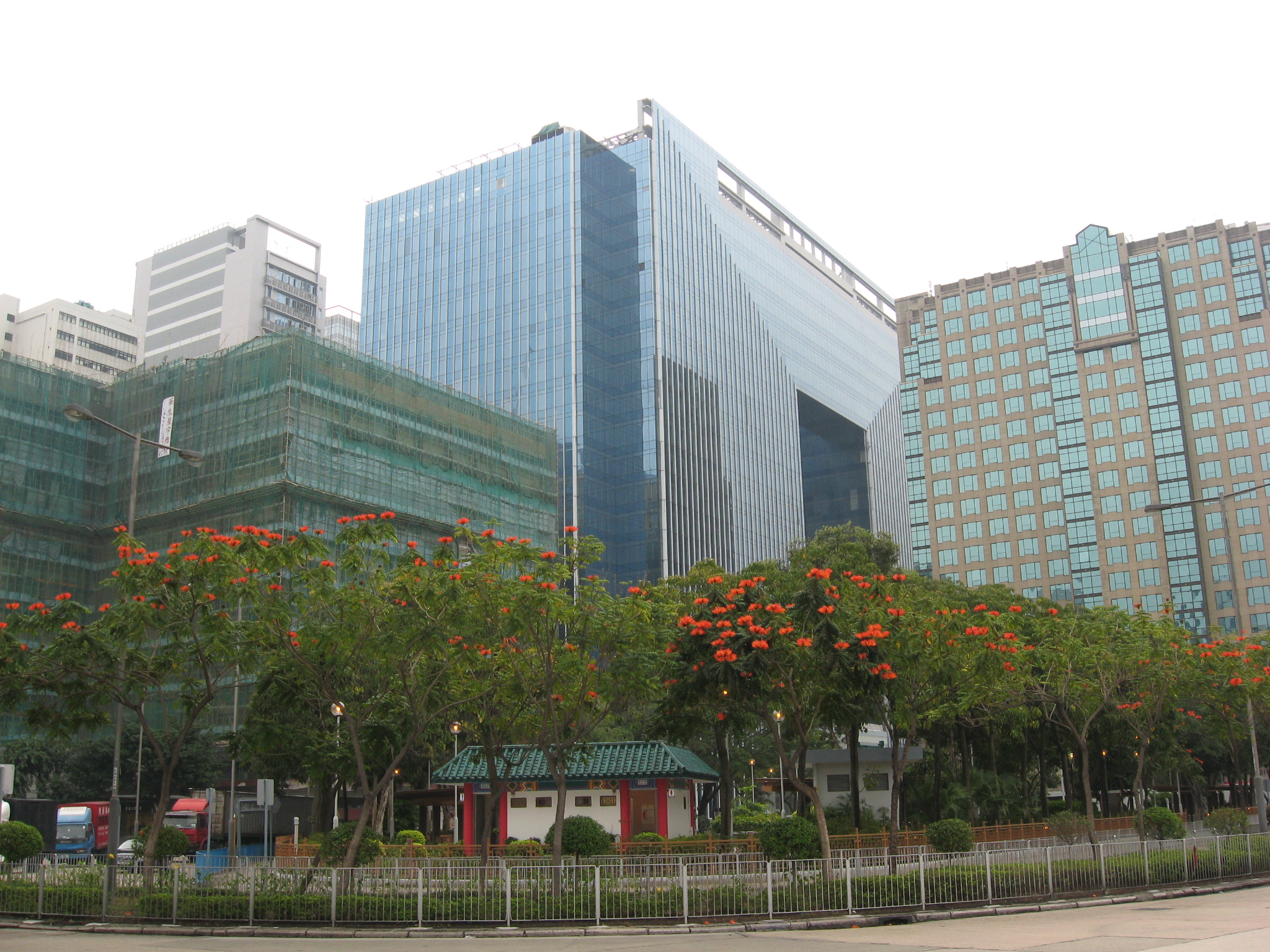
建築中的觀塘223（圖中藍色建築、2008年1月）
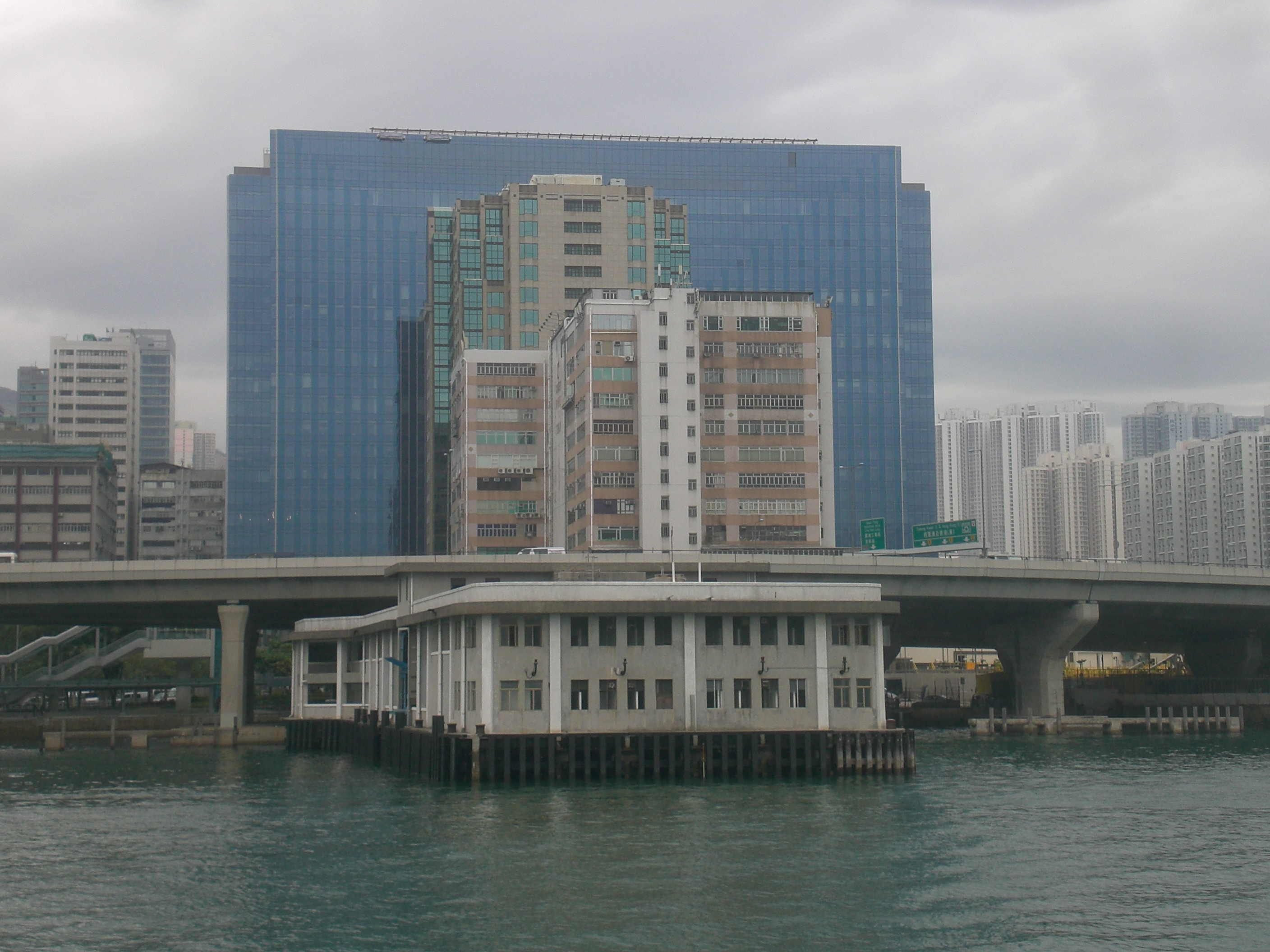
宏利金融中心（2010年1月）
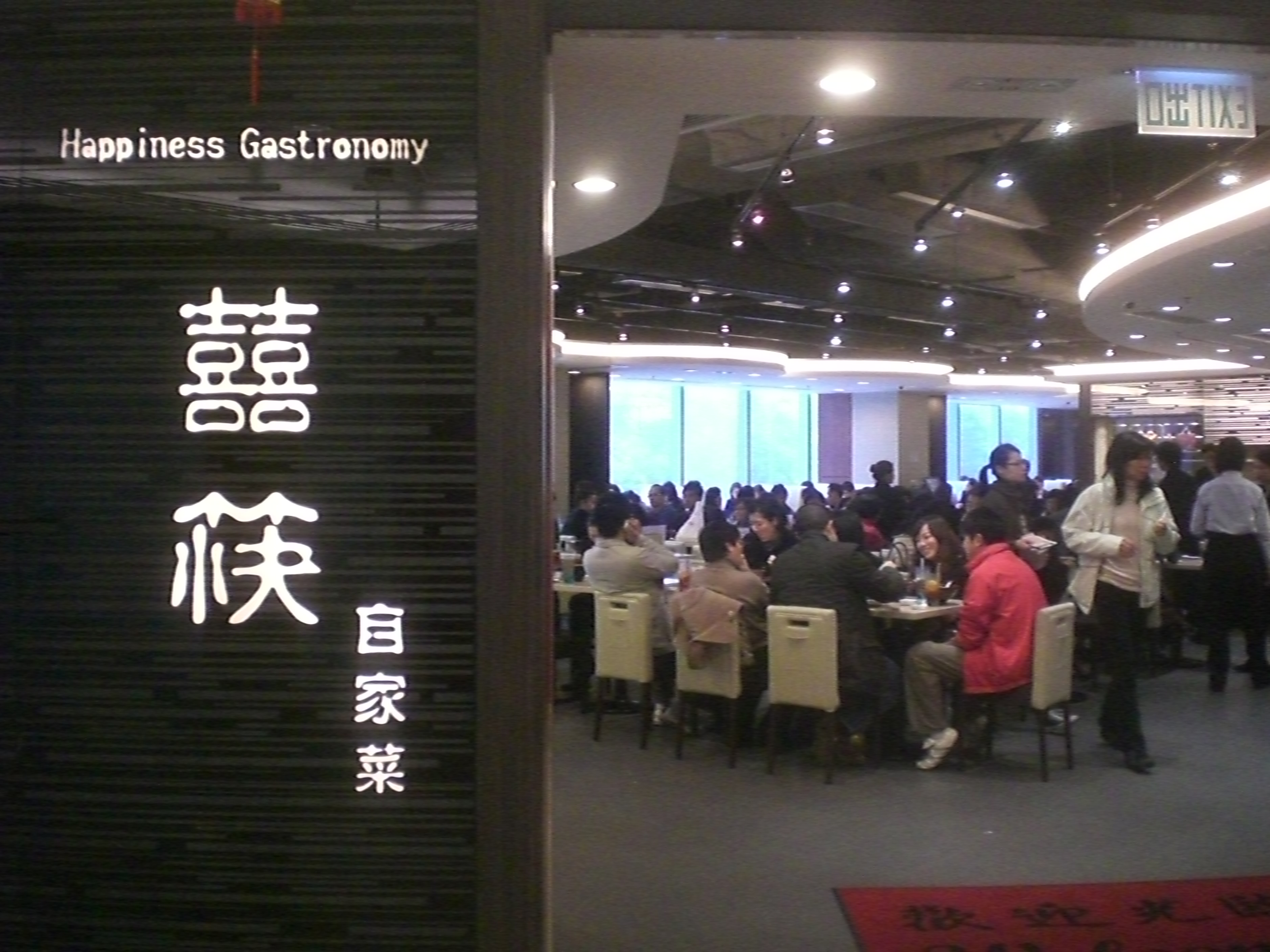
囍筷中式小廚

## 外部連結
- 宏利金融中心